# HMS Sphinx (J69)
Pour les autres navires du même nom, voir HMS Sphinx.
Le HMS Sphinx (pennant number J69) est un dragueur de mines de la classe Halcyon construit pour la Royal Navy dans les années 1930 et utilisé pendant la Seconde Guerre mondiale

## Construction
Le Sphinx est commandé le 26 août 1937 pour le chantier naval de William Hamilton & Company de Port Glasgow en Ecosse. La pose de la quille est effectuée le 17 janvier 1938, le Sphinx est lancé le 7 février 1939 et mis en service le 27 juillet 1939.
La classe Halcyon est conçue pour remplacer la classe Hunt précédente et varie en taille et en propulsion en fonction de sa construction.
Après la fabrication des 5 premiers Halcyon, et ses 2 exemplaires d'une variante, le deuxième groupe de 14 navires dont fait partie ce navire est lancé avec comme principale modification sa propulsion. Ils déplacent 828 t à charge standard et 1 311 t à pleine charge. Les navires ont une longueur totale de 74,75 m comme la variante de la première série, un maître-bau de 10,21 m et un tirant d'eau de 2,7 m.
Ils sont propulsés par deux turbines à vapeur Parsons (alors que la première série des Halcyon possédait des machines à vapeur verticales compound ou triple expansion), chacune entraînant un arbre, utilisant la vapeur fournie par deux chaudières à trois cylindres Admiralty. Les moteurs produisent un total de 1 750 ch  (2 370 kW) et donnent une vitesse maximale de 16,5 nœuds (30,6 km/h). Il transporte au maximum 247 t de mazout, ce qui lui donne un rayon d'action de 7 200 milles marins (13 300 km) à 10 nœuds (19 km/h).  L'effectif du navire est composé de 80 officiers et hommes d'équipage.
Cette deuxième série de la classe Halcyon est armée de deux canons de marine de 4 pouces QF Mk V (102 mm) avec un montage HA Mk.III à angle élevé. Il est également équipé de huit mitrailleuses Lewis de .303 British (7,7 mm), ainsi d'un support quadruple pour les mitrailleuses Vickers de 12,7 mm est rajouté. Plus tard, dans sa carrière, il est rajouté jusqu'à quatre supports simples ou doubles pour les canons antiaérien Oerlikon de 20 mm. Pour le travail d'escorte, son équipement de dragage de mines pouvait être échangé contre environ 40 charges de profondeur.

## Histoire

### Seconde guerre mondiale
Le Sphinx est mis en service le 27 juillet 1939 avec un équipage de Chatham et affecté à la 5e flottille de dragage de mines (5th Minesweeping Flotilla ou 5MSF), basée à Douvres dans le cadre du Nore Command (commandement Nore) . a flottille effectue des opérations de dragage de mines dans la Manche et la mer du Nord jusqu'en décembre, date à laquelle il est transféré à Rosyth et commence à draguer les chenaux côtiers et les ports.
En janvier 1940, le Sphinx se rend dans les eaux écossaises et le 21 janvier 1940, il se porte au secours du destroyer Exmouth (H02) qui a été torpillé par le U-Boot U-22 à 20 miles au large de Wick à la position géographique de 58° 18′ N, 2° 25′ O. Il n'y a aucun survivant.
Le matin du 2 février 1940, la flottille effectue un dragage de mines dans le Moray Firth, à 15 miles au Nord de Kinnaird Head, à la position géographique de 57° 57′ N, 2° 00′ O, lorsque le Sphinx est attaqué par des avions allemands. Il est touché par une bombe qui traverse l'arrière du pont avant et explose, tuant cinq hommes, dont le commandant Taylor. Le navire paralysé est pris en remorque par le Harrier, mais finit par chavirer par une grosse vague 17 heures après avoir été bombardé. 46 membres de l'équipage sont sauvés par le destroyer Boreas (H77), mais 49 hommes sont tués. L'épave dérive ensuite à terre à deux miles au nord de Lybster et est finalement vendu à la casse.
C'est le premier "Halcyon" à être perdu.

### Commandement
- Commander (Cdr.) John Robert Newton Taylor (RN) du 28 juillet 1939 au 3 février 1940